# Прићи
Прићи је насељено место у Босни и Херцеговини у општини Травник. Административно припада Федерацији Босне и Херцеговине, односно њеном Средњобосанском кантону. Према попису становништва из 2013. у насељу је било 216 становника, а већинску популацију чинили су Хрвати.

## Становништво
По последњем службеном попису становништва из 2013. године у овом насељу живело је 216 становника, а село је било етнички хомогено са већинском хрватском популацијом.
| Националност | 2013. | 1991.        | 1981.        | 1971.        |
| Хрвати       | —     | 398 (99,75%) | 409 (100,0%) | 386 (99,48%) |
| Срби         | —     | 1 (0,25%)    | 0            | 2 (0,51%)    |
| Укупно       | 216   | 399          | 409          | 388          |